# Bahnstrecke Salzwedel–Badel
| Ehemaliger Bahnhof Kricheldorf/Krinau (2010) |                                                                        |                                |                                |
| Streckennummer (DB): | 6903                                                                   |                                |                                |
| Kursbuchstrecke: | 183v (1934) 183w (Salzwedel N – Salzwedel Atpervertor 1934) 759 (1980) |                                |                                |
| Streckenlänge: | 20,0 km                                                                |                                |                                |
| Spurweite: | 1902–1926: 1000 mm ab 1926: 1435 mm                                    |                                |                                |
| |                                                                        |                                |                                |
| \| \| \| von Stendal \| \| \| \| 59,2 \| Salzwedel \| Salzwedel \| \| \| \| nach Uelzen \| \| \| \| 56,0 \| Salzwedel Altstadt \| Salzwedel Altstadt \| \| \| 0,0 \| Salzwedel Neustadt \| Salzwedel Neustadt \| \| \| \| von und nach Bahnhof Salzwedel \| \| \| \| 1,6 \| Salzwedel Altperver Tor \| Salzwedel Altperver Tor \| \| \| \| nach Diesdorf \| \| \| \| 54,4 \| Abzweig Jeetze (ab 1966) \| Abzweig Jeetze (ab 1966) \| \| \| \| nach Oebisfelde \| \| \| \| 4,1 \| Krinau \| Krinau \| \| \| \| \| \| \| \| 6,1 \| Krinau Fuchsberger Straße \| Krinau Fuchsberger Straße \| \| \| 6,9 \| Stappenbeck Nord \| Stappenbeck Nord \| \| \| 7,8 \| Stappenbeck \| Stappenbeck \| \| \| 9,7 \| Mahlsdorf \| Mahlsdorf \| \| \| 11,8 \| Benkendorf (Altm) \| Benkendorf (Altm) \| \| \| 13,5 \| Benkendorf (Altm) Süd \| Benkendorf (Altm) Süd \| \| \| 15,5 \| Jeggeleben \| Jeggeleben \| \| \| \| bis 1926 / ab 1926 \| \| \| \| 17,6 \| Jeggeleben Süd \| Jeggeleben Süd \| \| \| \| Winterfeld Schmalspurbahnhof \| \| \| \| 19,0 \| (von Beetzendorf), Winterfeld \| (von Beetzendorf), Winterfeld \| \| \| \| \| \| \| \| 20,0 \| Badel \| Badel \| \| \| \| nach Kalbe (Milde) \| \| |                                                                        |                                |                                |
| Strecke |                                                                        | von Stendal                    | von Stendal                    |
| Bahnhof | 59,2                                                                   | Salzwedel                      | Salzwedel                      |
| Abzweig ehemals geradeaus und nach rechts |                                                                        | nach Uelzen                    | nach Uelzen                    |
| Bahnhof (Strecke außer Betrieb) | 56,0                                                                   | Salzwedel Altstadt             | Salzwedel Altstadt             |
| Strecke (außer Betrieb) · Kopfbahnhof Streckenanfang (Strecke außer Betrieb) | 0,0                                                                    | Salzwedel Neustadt             | Salzwedel Neustadt             |
| Strecke (außer Betrieb) · Abzweig geradeaus, nach links und von links (Strecke außer Betrieb) |                                                                        | von und nach Bahnhof Salzwedel | von und nach Bahnhof Salzwedel |
| Strecke (außer Betrieb) · Bahnhof (Strecke außer Betrieb) | 1,6                                                                    | Salzwedel Altperver Tor        | Salzwedel Altperver Tor        |
| Kreuzung geradeaus unten (Strecken außer Betrieb) · Abzweig geradeaus und nach rechts (Strecke außer Betrieb) |                                                                        | nach Diesdorf                  | nach Diesdorf                  |
| Abzweig geradeaus und nach links (Strecke außer Betrieb) · Abzweig geradeaus und von rechts (Strecke außer Betrieb) | 54,4                                                                   | Abzweig Jeetze (ab 1966)       | Abzweig Jeetze (ab 1966)       |
| Strecke nach rechts (außer Betrieb) · Strecke (außer Betrieb) |                                                                        | nach Oebisfelde                | nach Oebisfelde                |
| Bahnhof (Strecke außer Betrieb) | 4,1                                                                    | Krinau                         | Krinau                         |
| Verschwenkung nach rechts (Strecke außer Betrieb) |                                                                        |                                |                                |
| Bahnhof (Strecke außer Betrieb) | 6,1                                                                    | Krinau Fuchsberger Straße      | Krinau Fuchsberger Straße      |
| Bahnhof (Strecke außer Betrieb) | 6,9                                                                    | Stappenbeck Nord               | Stappenbeck Nord               |
| Bahnhof (Strecke außer Betrieb) | 7,8                                                                    | Stappenbeck                    | Stappenbeck                    |
| Bahnhof (Strecke außer Betrieb) | 9,7                                                                    | Mahlsdorf                      | Mahlsdorf                      |
| Bahnhof (Strecke außer Betrieb) | 11,8                                                                   | Benkendorf (Altm)              | Benkendorf (Altm)              |
| Bahnhof (Strecke außer Betrieb) | 13,5                                                                   | Benkendorf (Altm) Süd          | Benkendorf (Altm) Süd          |
| Bahnhof (Strecke außer Betrieb) | 15,5                                                                   | Jeggeleben                     | Jeggeleben                     |
| Abzweig geradeaus und nach links (Strecke außer Betrieb) · Strecke von rechts (außer Betrieb) |                                                                        | bis 1926 / ab 1926             | bis 1926 / ab 1926             |
| Strecke (außer Betrieb) · Bahnhof (Strecke außer Betrieb) | 17,6                                                                   | Jeggeleben Süd                 | Jeggeleben Süd                 |
| Kopfbahnhof Streckenanfang und quer (Strecke außer Betrieb) · Strecke nach rechts (außer Betrieb) · Strecke (außer Betrieb) |                                                                        | Winterfeld Schmalspurbahnhof   | Winterfeld Schmalspurbahnhof   |
| Bahnhof quer (Strecke außer Betrieb) · Strecke von rechts (außer Betrieb) · Strecke (außer Betrieb) | 19,0                                                                   | (von Beetzendorf), Winterfeld  | (von Beetzendorf), Winterfeld  |
| Abzweig geradeaus und von links (Strecke außer Betrieb) · Strecke nach rechts (außer Betrieb) |                                                                        |                                |                                |
| Bahnhof (Strecke außer Betrieb) | 20,0                                                                   | Badel                          | Badel                          |
| Strecke (außer Betrieb) |                                                                        | nach Kalbe (Milde)             | nach Kalbe (Milde)             |

Die Bahnstrecke Salzwedel–Badel war eine eingleisige Nebenbahn im heutigen Altmarkkreis Salzwedel in Sachsen-Anhalt. Sie wurde ab 1901 von der Kleinbahn Südost GmbH erbaut. Ursprünglich führte sie als meterspurige Strecke nach Winterfeld, rund fünf Kilometer westlich von Badel, später war sie normalspurig.

## Streckenbeschreibung
Die rund 20 Kilometer lange Strecke verband die Kreisstadt Salzwedel an der Bahnstrecke Stendal–Uelzen mit dem südöstlich gelegenen Ort Badel an der Bahnstrecke Hohenwulsch–Beetzendorf. Sie verlief ursprünglich vom Bahnhof Salzwedel Neustadt zum Bahnhof Salzwedel Altperver Tor, wo die von der damaligen Salzwedeler Kleinbahn erbaute Bahnstrecke Salzwedel–Diesdorf abzweigte. Im weiteren Verlauf führte sie durch landwirtschaftlich geprägtes, leicht gewelltes Land. Von Jeggeleben führte die Strecke bis zur Umspurung 1926 nach Winterfeld, später dann nach Badel. Im Bereich Salzwedel wurde die Streckenführung 1966 verändert.

## Geschichte

### Die Schmalspurstrecke
1898 wurde in Salzwedel ein Komitee gegründet, das den Bau der Strecke vorbereiten sollte. Es wurde eine Spurweite von 1000 Millimetern gewählt, um Kosten zu sparen. Ausgangspunkt war der Bahnhof Salzwedel Neustadt, von dem bereits Züge Richtung Diesdorf fuhren. Die Betriebseröffnung erfolgte am 1. September 1902, Betreiber war die Kleinbahn Südost GmbH. Wichtigster Güterkunde war ab 1903 bis zu ihrer Schließung 1990 die Chemische Fabrik Neukranz & Co. im Salzwedeler Stadtteil Perver, die Düngemittel herstellte. Der Zuckerrübentransport trug zum anfänglich hohen Güteraufkommen bei. Der Güterverkehr wurde im Rollbockverfahren betrieben. Ab 1903 plante man die Verlängerung der Bahn nach Kakerbeck an der Bahnstrecke Klötze–Vinzelberg, was aber 1911 mit Blick auf das vorhandene Streckennetz der benachbarten Bahnen von den Behörden abgelehnt wurde. 1906 verkehrten drei Zugpaare als gemischte Züge zwischen Salzwedel und Winterfeld.
Im Bahnhof Fuchsberg sorgte ein Hartsteinwerk für eine weitere Steigerung der transportierten Tonnage. Mit Beginn des Ersten Weltkriegs setzte jedoch ein Niedergang ein, da es an Arbeitskräften mangelte und der Gewinn sank.
1921 ging die Kleinbahn Südost in den Salzwedeler Kleinbahnen auf. 1923 traten die Salzwedeler Kleinbahnen der Kleinbahnabteilung des Provinzialverbandes Sachsen mit Sitz in Merseburg bei, so dass die oberste Betriebsleitung dort ansässig war.
1921 gab es erste Planungen für eine Umspurung auf Normalspur. Am 5. November 1924 wurde ein Dreischienengleis von Salzwedel Neustadt bis zum Werk Neukranz eingeweiht. Neben der Umspurung wurde eine Verlegung des südöstlichen Streckenendes nach Badel geplant, da so weitere Dörfer angeschlossen werden konnten und die Strecke Richtung Kalbe (Milde) verkürzt werden konnte.

### Die Normalspurstrecke

#### Bis 1945
1925 begann die Umspurung, vorerst unter Beibehaltung des Schmalspurbetriebs, der schließlich am 20. Juni 1926 eingestellt wurde. Die neue Strecke war mit 20 Kilometern rund einen Kilometer länger als die alte Strecke. Am 2. Oktober 1926 wurde der Normalspurbetrieb nach Badel mit Güterzügen aufgenommen, am 29. Oktober desselben Jahres auch der Personenverkehr. Dabei stellte sich heraus, dass die gebraucht gekauften Schienen zu betrieblichen Problemen führten. Eingesetzt wurden auf den zwei Strecken der Salzwedeler Kleinbahnen fabrikneue DWK-Benzoltriebwagen, die 1934 auf Dieselantrieb umgerüstet wurden, ein Triebwagen aus der Dessauer Waggonfabrik und mehrere Dampflokomotiven. Dazu zählten zwei ELNA-2-Lokomotiven von Henschel in Kassel, die später als Baureihe 91.64 bezeichnet wurden. Am 19. Januar 1929 fuhr ein Personenzug auf einen Güterzug auf, wobei es einen Toten gab. In den 1930er Jahren nahm die Beförderungsleistung erneut zu. 1935 wurde am Bahnhof Fuchsberg der Flugplatz Salzwedel entgegen den Bestimmungen des Versailler Vertrages als Luftwaffenstützpunkt ausgebaut. Dazu erhielt er einen Gleisanschluss mit insgesamt 4,3 Kilometer Schienenlänge. 1938/39 verkehrten werktags vier Zugpaare zwischen Salzwedel und Badel – drei davon bis Kalbe – und sonntags fünf Zugpaare. Zugleich fuhren täglich ein bis zwei Güterzugpaare. 1941 erhielten die Salzwedeler Kleinbahnen ihre leistungsstärkste Dampflokomotive, die als Nr. 403 bezeichnet wurde. Sie hatte eine Höchstgeschwindigkeit von 70 km/h und erhielt 1950 die Baureihenbezeichnung 75.66.
Im Zweiten Weltkrieg kam es durch personelle Engpässe zu erneuten Problemen. Zeitweise musste der Bahnbetrieb mithilfe von Kriegsgefangenen aufrechterhalten werden. Die Bahnhöfe Salzwedel Neustadt und Salzwedel Altperver Tor erhielten Bombentreffer, so dass der Güterverkehr nicht über diesen Abschnitt geführt werden konnte. In der Endphase des Krieges wurde der Betrieb eingestellt.

#### Nach dem Zweiten Weltkrieg
Nach dem Kriegsende erteilten die US-amerikanischen Besatzungssoldaten bereits am 18. Mai 1945 die Erlaubnis zur Wiederaufnahme des Güterverkehrs. Die nachfolgenden britischen Besatzungskräfte erlaubten am 18. Juni desselben Jahres den Personentransport in Güterzügen. Wenig später, nach dem Vertrag von Jalta, wurde das Gebiet Teil der Sowjetischen Besatzungszone. Ab dem 23. Juli 1945 konnten täglich zwei Güterzugpaare mit Personentransport verkehren. Die Salzwedeler Kleinbahnen wurden von den Sächsischen Provinzbahnen übernommen und schließlich ab dem 1. April 1949 von der Deutschen Reichsbahn in Besitz genommen.
Der VEB Alcid, die frühere Firma Neukranz, wurde nach dem Kriegsende bis zur Einstellung des Betriebes 1990 mit Apatit von der sowjetischen Halbinsel Kola beliefert. Dabei wurde die tägliche Fracht eines Frachters von rund 2.600 Tonnen auf mehrere Güterzüge verteilt und nach Salzwedel-Perver gebracht.
Die ab 1927 beschafften Henschel-Lokomotiven wurden mit Unterbrechungen bis 1970 bzw. 1971 auf der Strecke eingesetzt. Ab 1963 fuhren bis zur Betriebseinstellung Schienenbusse der Baureihe VT 2.09. Ab 1967 verkehrten neben den bereits vorhandenen Zügen mit einer Dampflokomotive der Baureihe 64 bespannte Personenzüge. Die DWK-Triebwagen blieben bis 1975 in Dienst.
Aufgrund des hohen Güteraufkommens für das Düngemittelwerk kam es 1966 zu einer Streckenverlegung. Für die Strecke nach Badel wurde ein Abzweig an der Bahnstrecke Salzwedel–Oebisfelde geschaffen und eine rund ein Kilometer lange Neubaustrecke bis Kricheldorf an der bisherigen Strecke gebaut, die das Düngemittelwerk umging. Damit verkehrten die Personenzüge nicht mehr von Salzwedel Neustadt über Salzwedel Altperver Tor, sondern vom Bahnhof Salzwedel über Salzwedel Altstadt.
Laut Winterfahrplan 1975/76 verkehrten zwischen Salzwedel und Badel täglich drei Personenzugpaare, davon zwei bis Kalbe. Die Fahrzeit für die nunmehr 21,9 Kilometer lange Strecke betrug rund eine Stunde. Züge fuhren morgens, mittags und am späten Nachmittag. Nur ein Zug fuhr lokbespannt. Die Strecke war als Bahnstrecke Salzwedel–Kalbe (Milde) mit der Kursbuchnummer 759 verzeichnet.
Ab dem Sommerfahrplan 1979 verkehrten die Züge aufgrund des schlechten Oberbaus mit maximal 10 km/h. Zum Winterfahrplan 1980/81 wurde die Stilllegung der Strecke beschlossen. Am 27. September 1980 fuhr der letzte Personenzug. Anschließend fuhren Busse im Schienenersatzverkehr. Auch der Güterverkehr zwischen Krinau Fuchsberger Straße und Badel fand zu diesem Zeitpunkt sein Ende.

## Änderungen von Bahnhofsnamen
Mehrere Bahnhöfe entlang der Strecke erhielten während der Betriebszeit neue Namen.
- Kricheldorf, ab 1951 Krinau
- Fuchsberg, ab 1951 Fuchsberg (Altm), ab 1957 Krinau Fuchsberger Straße
- Buchwitz, ab 1951 Buchwitz (Altm), ab 1957 Stappenbeck Nord
- Büssen, ab 1957 Benkendorf (Altm) Süd
- Mösenthin-Zierau, ab 1957 Jeggeleben Süd